# Krzemieszowo
Krzemieszowo (biał. Крамешава; ros. Кремешево) – chutor na Białorusi, w obwodzie grodzieńskim, w rejonie oszmiańskim, w sielsowiecie Nowosiółki.

## Historia
W czasach zaborów wieś i folwark w gminie Kucewicze, w powiecie oszmiańskim, w guberni wileńskiej Imperium Rosyjskiego. W 1866 roku liczyły 40 mieszkańców w 5 domach. W 1905 roku:
- wieś liczyła 27 mieszkańców, 29 dziesięcin;
- folwark liczył 15 mieszkańców, 180 dziesięcin, należała do Syrożów[2].

W latach 1921–1945 kolonia leżała w Polsce, w województwie wileńskim, w powiecie oszmiańskim, w gminie Kucewicze.
W 1931 wieś w 9 domach zamieszkiwało 68 osób.
Wierni należeli do parafii rzymskokatolickiej w Oszmianie. Miejscowość podlegała pod Sąd Grodzki w Oszmianie i Okręgowy w Wilnie; właściwy urząd pocztowy mieścił się w Oszmianie.
Po II wojnie światowej w granicach Związku Sowieckiego. Do 1961 w sielsowiecie Powiaże.
Od 1991 w niepodległej Białorusi.